# Жаргалант (Хувсгел)
Жаргалант (монг. Жаргалант, «счастливый») — сомон в аймаке Хувсгел. Расположен на крайнем юге аймака. Граничит с аймаками Завхан (на западе) и Архангай (на юге), а также с сомонами Галт (на востоке) и Шинэ-Идэр (на севере).
Площадь составляет 2 550 км², из которых 1 470 км² занимают пастбища. Население на 2000 год — 5 068 человек. Административный центр — Оргил, расположен вблизи реки Идэр, в 182 км к юго-западу от города Мурэн и в 886 км от Улан-Батора.
По данным на 2004 год в сомоне было примерно 34 000 коз, 37 000 овец, 6 100 коров и яков, 5 100 лошадей и 19 верблюдов.

## Известные уроженцы
- Ундур Гонгор (1880/85—1925/30) — один из высочайших в мире людей начала XX века.
- Хайнзангийн Гэлэнху (1877—1938) — человек, известный попыткой полёта на самодельных крыльях.